# Netley Marsh
Netley Marsh är en civil parish i Storbritannien.   Den ligger i grevskapet Hampshire och riksdelen England, i den södra delen av landet, 120 km sydväst om huvudstaden London. Antalet invånare är 2 012.